# Bahnhof Asperg
Der Bahnhof Asperg liegt am Streckenkilometer 17,6 der Frankenbahn und ist eine Station im Netz der S-Bahn Stuttgart.

## Geschichte

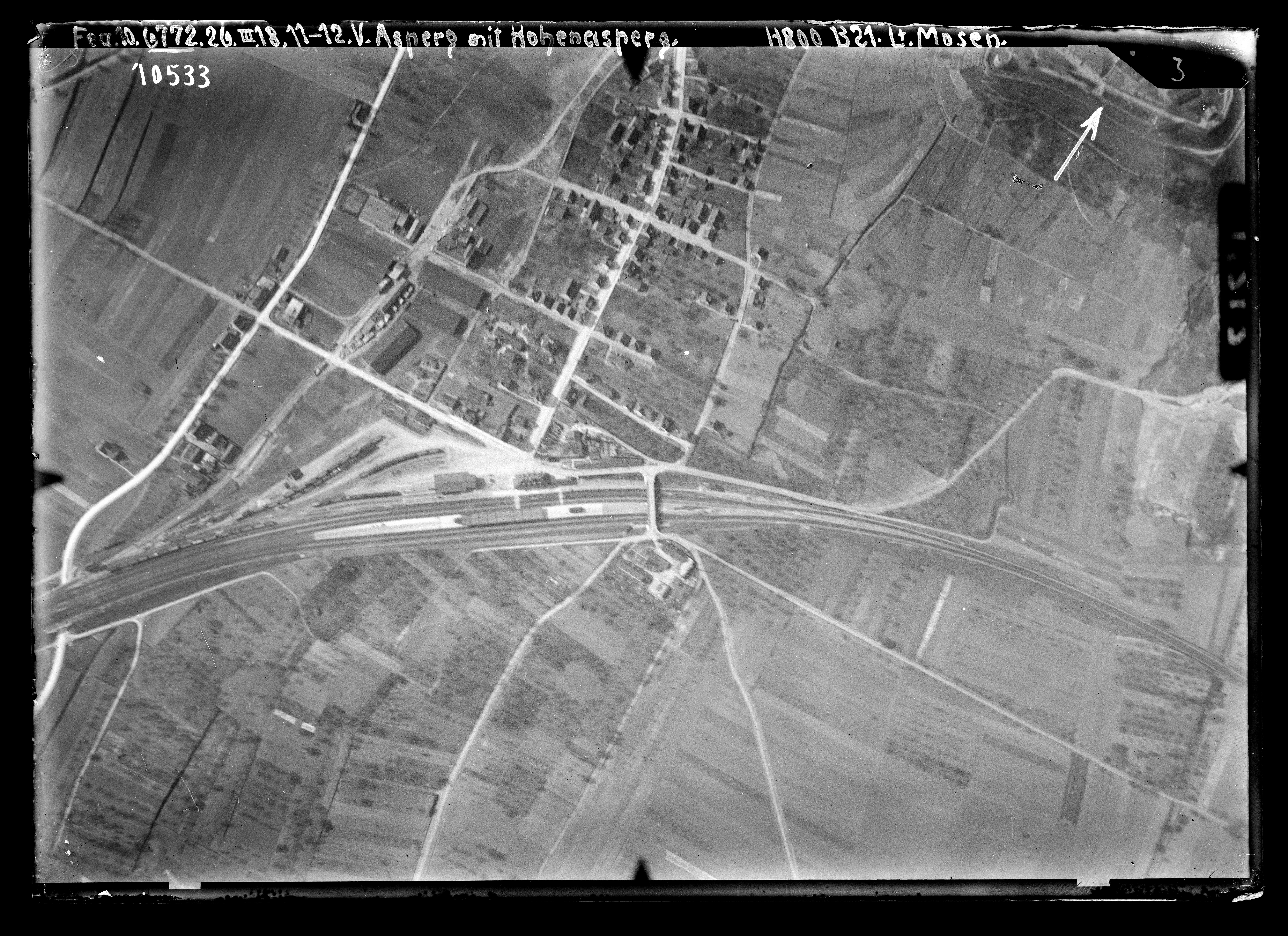
Luftbild des Bahnhofs vom März 1918

### Anfangszeit
Zwischen 1846 und 1848 stellte die Königlich Württembergische Staatsbahn von Süden her schrittweise die Nordbahn fertig. Sie sollte Stuttgart mit Heilbronn verbinden. Am 11. Oktober 1847 begann der Regelbetrieb auf dem Abschnitt zwischen Ludwigsburg und Bietigheim. Als vorerst einzige Zwischenstation auf diesem etwa neuneinhalb Kilometer langen Streckenteil wurde der Bahnhof Asperg eröffnet, ausgestattet mit einem kleinen zweistöckigen Empfangsgebäude. Er lag etwa einen Kilometer östlich des Dorfes. Der zum Bahnhof führende Weg blieb anfangs unbefestigt und war bei schlechtem Wetter kaum passierbar. Ab 1852 war die Bahnstrecke von Stuttgart bis Bietigheim zweigleisig befahrbar.
Nach und nach wuchs Asperg in Richtung Bahnhof. Entlang der Bahnhofstraße entstanden neue Wohn- und Geschäftshäuser. Das Empfangsgebäude erhielt einen einstöckigen Anbau auf der südlichen Seite. Als 1875 die Einwohnerzahl der Gemeinde auf über 2.000 anstieg, erhielt die Gemeinde ihr im 18. Jahrhundert entzogenes Stadtrecht zurück.

### Asperg soll Eisenbahnknoten werden
1896 bat die Stadtverwaltung Markgröningen die Staatsbahn erstmals um die Errichtung einer Stichbahn Asperg–Markgröningen. Die Asperger Gemeinderäte befassten sich 1899 ausgiebig mit dieser neuen Chance für die Stadt. Die bisherige Anzahl an Fabriken reichte ihnen noch nicht aus, um den erhofften Wohlstand zu erlangen. An der neuen Nebenbahn, die südlich von Asperg verlaufen wäre, sollte ein neues Gewerbegebiet entstehen, das mit Gleisanschlüssen Anreiz für große Firmen geben sollte. Die Gemeinderäte lobten das gute nachbarschaftliche Verhältnis der Bürger und sicherten dem Stadtschultheiß von Markgröningen ihre Unterstützung zu. Es folgte eine Bittschrift an das damals zuständige württembergische Ministerium für Auswärtige Angelegenheiten sowie eine weitere Bittschrift an die Zweite Kammer des Landtages.
Beide Briefe brachten jedoch nicht den gewünschten Zuspruch, da das Bauvorhaben immer in der Konkurrenz mit einem Ausgangspunkt in Ludwigsburg stand; schlussendlich kam es zum Bau der Strecke Ludwigsburg–Markgröningen.

### Vergrößerungsmaßnahmen
1907 verzeichnete die Staatsbahndirektion erstmals eine Überlastung des Bahnhofs. Neben den Gleisanlagen und dem Güterabfertigungsbereich musste auch ein neues größeres Empfangsgebäude errichtet werden. 1912 begann der Um- und Neubau.
Das neue Bauwerk fiel sehr großzügig aus. Das aus dem Hauptbau hervorragende Eingangsportal ist von angedeuteten Säulen umrandet. Durch dieses gelangten die Reisenden in die damals neu angelegte Unterführung zu den Gleisen 3 und 4. Links vom Eingang befanden sich die Schalterhalle für den Fahrkartenverkauf und die Expressgut- und Gepäckannahme, dahinter ein kleiner Warteraum. Die Post, die seit 1877 im Rathaus untergebracht war, fand nun im nördlichen Teil des Empfangsgebäudes Platz. Die Fenster und Türen zur Bahnsteigseite im Erdgeschoss sind mit Rundbögen versehen. Das Walmdach hat nahezu die Höhe der zweistöckigen Fassade. Die einstigen Giebeldachgauben hingegen existieren nicht mehr.
Auf der nördlichen Seite grenzt ein schlanker einstöckiger Anbau mit Satteldach, der in einer Art Pavillon mit Walmdach endet. In diesen Gebäudeteilen befanden sich eine Durchfahrt zu den Gleisen für die Post, Lagerräume sowie ein Aufenthaltsraum und eine Waschküche für Bahnarbeiter. Anstelle des Aufenthaltsraumes wurden später öffentliche Toiletten eingerichtet.
Die Güterabfertigungshalle konnte ab 1913 genutzt werden. Die Einweihung des Empfangsgebäudes vollzog die Staatsbahndirektion am 22. April 1914 und ließ den Vorgängerbau abreißen.

### Deportation aus Asperg

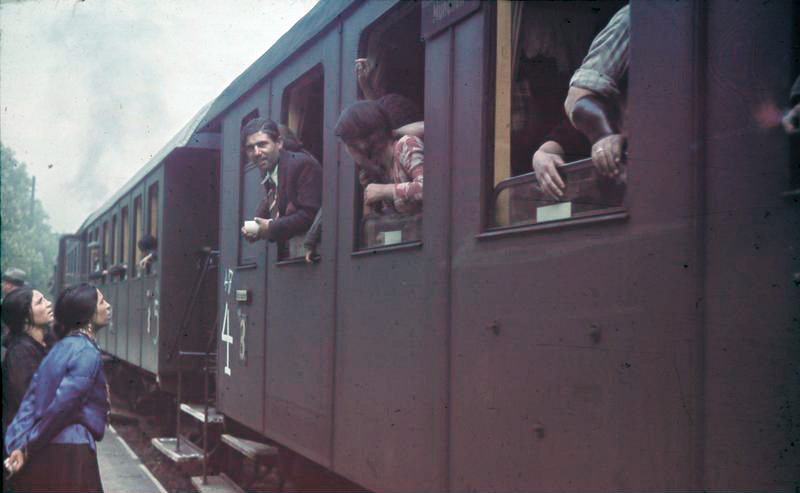
Deportation südwestdeutscher Sinti in Asperg am 22. Mai 1940 (Foto der RHF)

Zwischen 1940 und 1945 nutzte das NS-Regime den Hohenasperg als Sammellager für „Zigeuner“. Der Abtransport in die Ghettos und Konzentrationslager im Osten erfolgte vom Bahnhof Asperg. Daran, dass der Leidensweg vieler unschuldiger Menschen hier begann, erinnert heute eine steinerne Gedenktafel an der Außenwand des Eingangsportals.

### Bundesbahnzeit
Zum 10. November 1950 elektrifizierte die Deutsche Bundesbahn den seit 1940 dreigleisigen Abschnitt Ludwigsburg–Bietigheim und ermöglichte Asperg mit dem Anschluss an den Stuttgarter Vorortverkehr eine Verbesserung im Nahverkehr. Nach der Herstellung der Viergleisigkeit zwischen Ludwigsburg und Bietigheim-Bissingen wurde die Linie S5 der S-Bahn Stuttgart am 31. Mai 1981 über Asperg nach Bietigheim-Bissingen verlängert.

### Ausblick
Der Bahnhof ist Teil des Digitalen Knotens Stuttgart (Baustein 3, Planbereich 4), die Ausrüstung jedoch aus finanziellen Gründen zurückgestellt.

## Bahnbetrieb
Der Bahnhof wird von der Linie S5 der S-Bahn Stuttgart bedient. Auf Gleis 1, dem Hausbahnsteig, halten keine Züge mehr. Es wird – wie das bahnsteiglose Gleis 2 – von durchfahrenden Personenzügen nach Stuttgart und für Güterzüge genutzt. Auf Gleis 3 halten die S-Bahnen nach Stuttgart Schwabstraße, auf Gleis 4 die S-Bahnen nach Bietigheim. Gleis 5 – ebenfalls ohne Bahnsteig – ist ein Durchgangsgleis für die Züge nach Osterburken, Karlsruhe, Heidelberg und Würzburg. Der Asperger Bahnhof wird vom Stellwerk im Bahnhof Ludwigsburg ferngestellt.
Der Bahnhof Asperg ist der Preisklasse 4 zugeordnet.

### S-Bahn
| Linie | Strecke                                                                                  |
| ----- | ---------------------------------------------------------------------------------------- |
| S 5   | Bietigheim-Bissingen – Asperg – Ludwigsburg – Zuffenhausen – Hauptbahnhof – Schwabstraße |

(Stand 2021)